# ناو استرومبولی
ناو استرومبولی (به انگلیسی: Italian cruiser Stromboli) یک کشتی بود که طول آن ۲۸۳ فوت ۶ اینچ (۸۶٫۴ متر) بود.